# 8416 Окада
8416 Окада (8416 Okada) — астероїд головного поясу, відкритий 3 листопада 1996 року.
Тіссеранів параметр щодо Юпітера — 3,676.
Названо на честь Окада (яп. おかだ(岡田) окада)